# Mauretania na Letnich Igrzyskach Olimpijskich 2000
Reprezentacja Mauretanii na Letnich Igrzyskach Olimpijskich 2000 w Sydney liczyła dwie osoby - jednego mężczyznę i jedną kobietę.

## Występy reprezentantów Mauretania

### Lekkoatletyka
Mężczyźni 1500m
- Sidi Mohamed Ould Bidjel

1. Runda 1 — 4:03.74 (nie awansował dalej)

Kobiety 100m
- Fatou Dieng

1. Runda 1 — 13.69 (nie awansowała dalej)